# Michael van Gerwen
Michael van Gerwen (ur. 25 kwietnia 1989 w Boxtel w Holandii) – holenderski darter, trzykrotny zwycięzca PDC World Darts Championship, lider rankingu PDC Order of Merit w latach 2014-2021. W swojej karierze zwyciężył 57 turniejów telewizyjnych w PDC. Aktualnie zajmuje 3 miejsce w wyżej wymienionym rankingu i jest najwyżej uplasowanym Holendrem.

## Początki kariery
Van Gerwen rozpoczął grę w darta w wieku 13 lat. Niedługo później, bo w wieku 15 lat został zauważony przez British Darts Organisation i tam rozpoczął swoją karierę. Jako najmłodszy zawodnik w historii darta zwyciężył turniej World Masters w 2006 roku w organizacji BDO oraz również będąc najmłodszym rzucił dziewiątą lotkę. W 2007 roku jak wiele zawodników wcześniej lub później zmienił organizację i dołączył do Professional Darts Corporation. W PDC do 2012 roku nie osiągnął większych sukcesów aż do momentu, gdy zwyciężył turniej World Grand Prix pokonując w finale 6-4 Mervyna Kinga, kończąc "checkoutem" ze 145 punktów.

## Osiągnięcia w Mistrzostwach Świata PDC
- 2008 Pierwsza runda (przegrana 2-3 z Philem Taylorem)
- 2009 Druga runda (przegrana 0-4 z Philem Taylorem)
- 2010 Druga runda (przegrana 2-4 z Jamsem Wade)
- 2011 Pierwsza runda (przegrana 1-3 z Mensurem Sujloviciem)
- 2012 Trzecia runda (przegrana 3-4 z Simonem Whitlockiem)
- 2013 finał (przegrana 4-7 z Philem Taylorem)
- 2014 zwycięstwo (wygrana 7-4 z Peterem Wrightem)
- 2015 półfinał (przegrana 3-6 z Garym Andersonem)
- 2016 Trzecia runda (przegrana 3-4 z Raymondem van Barneveldem)
- 2017 zwycięstwo (wygrana 7-3 z Garym Andersonem)
- 2018 półfinał (przegrana 5-6 z Robem Crossem)
- 2019 zwycięstwo (wygrał 7-3 z Michaelem Smithem)
- 2020 finał (przegrana 3-7 z Peterem Wrightem)
- 2021 ćwierćfinał (przegrana 0-5 z Dave’em Chisnallem)
- 2022 Trzecia runda (wycofany z powodu zakażenia COVID-19[4])
- 2023 finał (przegrana 4-7 z Michaelem Smithem)
- 2024 cwierćfinał (przegrana 3-5 ze Scottem Williamsem)

## Życie prywatne
W 2014 ożenił się z Daphne Govers. Ma z nią córkę urodzoną w 2017 roku oraz syna urodzonego w 2020 roku.  